# Janko Muzykant (film)
Janko Muzykant – polski film fabularny z 1930 roku. Pochodzi z okresu wprowadzania filmów dźwiękowych, toteż nagrano do niego piosenki, ale nie rejestrowano dialogów, zamiast nich stosując plansze tekstowe jak w filmach niemych.
Zachowały się dwie kopie filmu, w tym jedna z polskimi i jedna z czeskimi napisami. Film pokazano w 2016 r. na 35. Festiwalu Kina Niemego w Pordenone, po czym anonimowy włoski kolekcjoner zgłosił się do Filmoteki Narodowej-Instytutu Audiowizualnego z kompletem pięciu płyt ze ścieżką dźwiękową do filmu, w tym piosenkami, które wykonują Maria Malicka i Witolda Conti oraz Michał Halicz i Włodzimierz Boruński, którzy zastępowali Adolfa Dymszę i Kazimierza Krukowskiego. Płyty te były przeznaczone wyłącznie do użytku kinowego i nie dawało się ich odtworzyć na domowych gramofonach. FINA zdecydowała o podjęciu prac nad cyfryzacją ścieżki dźwiękowej.

## Fabuła
Tytuł nawiązuje do noweli Janko Muzykant Henryka Sienkiewicza, ale w odróżnieniu od literackiego pierwowzoru główny bohater nie umiera w młodym wieku, lecz trafia do domu poprawczego, z którego ucieka do Warszawy, gdzie odnosi sukces jako uliczny grajek. W Warszawie wspierają go Florek i Lopek. Jako dorosły Janko zakochuje się w artystce rewiowej Ewie, o którą rywalizuje z dziedzicem Zarubą.

## Obsada
- Stefan Rogulski – młodszy Janko Muzykant
- Witold Conti – starszy Janko Muzykant
- Adolf Dymsza – Florek
- Kazimierz Krukowski – Lopek
- Maria Malicka – śpiewaczka Ewa Korecka
- Wiesław Gawlikowski – profesor muzyki
- Tekla Trapszo – matka Janka
- Aleksander Żabczyński – dziedzic Zaruba
- Antoni Bednarczyk – ekonom
- Michał Halicz – kolega z poprawczaka
- Stanisław Sielański – kelner w "Krzaczkach"
- Zygmunt Chmielewski – właściciel baru Krzaczki
- Witold Kuncewicz
- Jerzy Roland
- Jerzy Klimaszewski
- Janina Kozłowska – tancerka
- Kazimierz Jarocki
- Józef Klimaszewski

Obsada dubbingu
- starszy Janko muzykant – głosu użyczył Witold Conti
- Florek – głosu użyczył Michał Halicz
- Lopek – głosu użyczył Włodzimierz Boruński